# نعيم جلعادي
نعيم جلعادي (ولد في الحلة في العراق سنة 18 مارس 1929 باسم نعيم خلاصجي) يهودي معادي للصهيونية من أصل عراقي.
انضم إلى الحركة الصهيونية السرية عندما كان عمره 14 عاماً، دون علم والديه وكان متورطاً في أنشطة سرية. اعتقلته الحكومة العراقية وسجنته عام 1947 عندما كان عمره 17 عامًا. قضى عامين في سجن أبو غريب، وتمكن من الفرار والسفر إلى إسرائيل في مايو 1950.
أثناء إقامته في إسرائيل، تغيرت وجهات نظره حول الصهيونية. وكتب أنه "شعر بخيبة أمل على المستوى الشخصي، وخيبة أمل من العنصرية المؤسسية، وخيبة أمل مما بدأت أتعلمه عن وحشية الصهيونية. وكان الاهتمام الرئيسي الذي كانت لدى إسرائيل باليهود من الدول الإسلامية هو توفير العمالة الرخيصة، وخاصة للمزارع". لقد كان بن غوريون بحاجة إلى اليهود "الشرقيين" لزراعة آلاف الأفدنة من الأراضي التي تركها الفلسطينيون الذين طردتهم القوات الإسرائيلية في عام 1948.
بعد الخدمة في الجيش الإسرائيلي بين عامي 1967 و1970، كان جلعادي ناشطًا في حركة الفهود السود الإسرائيلية. في الثمانينيات، غادر إسرائيل إلى الولايات المتحدة، كتب ونشر كتاب «فضائح بن غوريون: كيف قام الموساد والهاجاناه بإزالة اليهود» (بالإنجليزية: Ben Gurion's Scandals: How the Haganah and the Mossad Eliminated Jews) وقد تحدث فيه العنصرية في إسرائيل ضد اليهود الشرقيين والسياسات الإجرامية التي اتبعت بحق الفلسطينيين فضلاً عن إيراده لحادثة استخدام الصهاينة لميكروبات التيفوس كسلاح بيولوجي لتلويث نبع مياه الشرب المغذي لمدينة عكا بهدف احتلالها، ومحاولتهم الفاشلة لتكرار ذلك في غزة باستخدام ميكروبات التيفوس الدوسنتاريا.
موقف جلعادي بأن تفجيرات بغداد 1950-1951 "ارتكبها عملاء صهاينة من أجل إثارة الخوف بين اليهود، وبالتالي تعزيز نزوحهم إلى إسرائيل" يتشاطره عدد من المؤلفين المناهضين للصهيونية، بما في ذلك الفهود السود الإسرائيليين (1975)، ديفيد هيرست (1977)، ويلبر كرين إيفلاند (1980)، ماريون ولفسون (1980)، رافائيل شابيرو (1984)، إيلا شوحط (1986)، عباس شبلاق (1986)، وأوري أفنيري (1988).
عاش في الولايات المتحدة الأمريكية وحصل على جنسيتها وتوفي فيها في 6 مارس عام 2010م

## وصلات خارجية
- مقالة يهود العراق The Jews of Iraq لنعيم جلعادي، والتي تتضمن خلاصة كتابه فضائح بن غوريون: كيف قام الموساد والهاجاناه بإزالة اليهود